# مارک سل‌وی
مارک سل‌وی (به انگلیسی: Mark Selway) (زاده ۱۹۵۵) کارآفرین، بازرگان و مدیر ارشد اجرایی استرالیایی است، که در حال حاضر به‌عنوان مدیر عامل اجرایی شرکت آی‌ام‌آی فعالیت می‌کند.